# دون كينارد
دون كينارد هو سياسي أمريكي، ولد في 6 مايو 1929، وتوفي في 17 مارس 2011. نشط حزبياً في الحزب الديمقراطي. وقد انتخب عضو مجلس نواب تكساس ‏ وانتخب عضو مجلس ولاية تكساس ‏.